# Omar-S
Omar-S (de son vrai nom Alexander Omar Smith) est un DJ et producteur américain de musique électronique originaire de Detroit. Il se fait connaître depuis l'année 2001 en sortant des productions qui mélangent de la techno de Détroit, de la deep house et de la techno minimale. La plupart de ses morceaux sont sortis en White label, sans qu'aucune information ne soit indiquée, ce qui a laissé planer un certain mystère sur l'auteur. Alex "Omar" Smith possède son propre label nommé FXHE Records.
FXHE Records ne sort quasiment que des productions de Omar-S et de ses amis producteurs de Detroit tels que FIT, OB Ignitt, Luke Hess, Marcellus Pittman, DJ Blend ou Big Strick. En 2014, pour fêter ses dix ans, le label sort les compilations FXHE 10 Year Compilation Mix.

## Pseudonymes
- Alex. O. Smith
- DJ-Snotburger
- AOS